# Marija Bevčar Bernik
Marija Bevčar Bernik, slovenska zdravnica in znanstvenica, * 25. marec 1929, Gorenje Polje pri Anhovem, † 28. marec 2016, Ljubljana.

## Življenjepis
Najprej je med letoma 1943 in 1945 obiskovala italijansko gimnazijo v Gorici, nato pa je leta 1947 z odliko maturirala 1947 na slovenski taboriščni gimnaziji v Senigallii in nato na Liceo Classico v Senigallii. 
Po končani maturi je odšla na študij medicine na Medicinsko fakulteto v Zaragozi v Španijo, ki jo je obiskovala med leti 1948 in 1952. Podiplomski študij v Madridu med letoma 1952 in 1954 je zaključila z doktoratom »summa Cum Laude«. 1954 je odšla v ZDA, kjer je v letih 1954 in 1955 opravila podiplomsko specializacijo in stažiranje v interni medicini na St. Joseph Hospital, Joliet, Illinois. V letih 1955 in 1956 je delal v Henrotin Hospital v Chicagu. Od 1956 do 1958 je nato delala v Northwestern Memorial Hospital in na Medicinski fakulteti na Univerzi Northwestern v Chicagu. Leta 1966 je postala diplomirana specialistka za interno medicino, podspecializacija nefrologija v Northwestern Memorial Hospital, Chicago. Med letioma 1964 in 1980 ji bila direktorica Tissue Culture and Renal Cell Biology Laboratory, Medicinske fakultete Northwestern Univerze in Northwestern Memorial Hospital, Chicago, nato pa od 1980 do 1985 namestnica direktorja Life Extension Institute, Chicago. Od 1976 do upokojitve je bila tudi konzultantka za bolezni ledvic in hipertenzije na Northwestern Medical Faculty Foundation, Chicago te rod 1986 do upokojitve specialistka za interno medicino na Health Evaluation Service, Northwestern Memorial Hospital, Chicago.
Leta 1955 se je v Chicagu poročila z dr. Jožetom Bernikom.

### Akademsko delo
Od 1958 do upokojitve je delala kot izredna profesorica za interno medicino na Medicinski fakulteti Northwestern Univerze v Chicagu. Na znanstvenem področju se je uveljavila v raziskovanju v fibrinolizi in biologiji ledvičnih celic. Bila je članica Chicago Medical Society, Illinois Medical Society, American Medical Association, Central Society for Clinical Research, International Society of Thrombosis and Hemostasis, Council on Thrombosis and Hemostasis, American Heart Association, American Women's Association, kjer je bila med letoma 1977 in 1979 predsednica podružnice v Chicagu. Med letoma 1977 in 1982 je bila tudi članica Medical Advisory Board, Kidney Foundation of Illinois.

### Publikacije
Med letoma 1961 in 1981 je sama ali s sodelavci v uglednih znanstvenih revijah objavila številna dognanja svojih raziskav (Research in fibrinolysis and inhibitors of proteinases; plasminogen activators! urokinase; proactivatorjprourokinase; idr.) Tako je objavljala v Journal of Laboratory Clinical Medicine, Journal of Clinical Investigation, British Journal of Haemotology idr. Poleg objav v revijah je svoje izsledke predstavila še na kakih 20 znanstvenih kongresih.  Dvakrat je prikazala uspehe svojih raziskav tudi s kinematografsko tehniko v časovnih presledkih in za film The Human Kidney in Culture leta 1969 na mednarodnem kongresu v Padovi prejela drugo nagrado.